# تحليل الخطاب

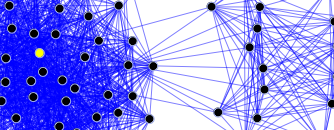

تحليل الخطاب أو دراسات الخطاب مصطلح عام لعدد من المناهج لإستخدام تحليل كتابي، صوتي، أو لغة الإشارة، ويعني قراءة الخطاب ونقله من المجهول إلى المعلوم.

## لمحة تاريخية

### الاستخدام المبكر للمصطلح
كان لدى الإغريق القدامى (من بين آخرين) الكثير ليقولوه في الخطاب، مع ذلك، هناك مناقشات مستمرة حول ما إذا كان كتاب ليو سبيتزر المولود في النمسا، بعنوان (دراسات أسلوبية) من عام 1928 هو أقدم الأمثلة على التحليل الخطابي (دي إيه). ترجمه ميشال فوكو إلى الفرنسية. في جميع الأحوال، فقد وصل المصطلح إلى الاستخدام العام بعد نشر سلسلة من الأوراق لزليج هاريس من عام 1952، تحتوي تقريرًا عن العمل الذي طور منه قواعد نحوية توليدية تحويلية في أواخر الثلاثينيات من القرن العشرين. تُوضح علاقات التكافؤ الرسمية بين الجمل في الخطاب المترابط باستخدام تحويلات الجملة لوضع النص بشكل قانوني. تظهر الكلمات والجمل مع معلومات مكافئة لها في نفس العمود من مصفوفة ما.
تطور هذا العمل على مدى العقود الأربعة التالية وتحول إلى تحليل علم اللغة الفرعية (كيتيريدج وليبربيرغر 1982)، بلغ ذروته في عرض الهياكل المعلوماتية في نصوص اللغة الفرعية للعلوم، علم المناعة (هاريس إيه آل. 1989)، ونظرية مفصلية تمامًا للمحتوى الإعلامي اللغوي (هاريس 1991). مع ذلك، وخلال هذا الوقت، تجاهل معظم اللغويون هذه التطورات لصالح سلسلة من النظريات المفصلة للنظريات المتزامنة على مستوى الجملة والمعاني الدلالية.
في يناير من عام 1953، كان هناك حاجة إلى وجود عالم لغويات يعمل في جمعية الكتاب المقدس الأمريكية، جيمس إيه. لوريولت/ لوريوت، لإيجاد إجابات لبعض الأخطاء الأساسية في ترجمة كيتشوا، في منطقة كوزكو في البيرو. بعد منشورات هاريس لعام 1952، عمل جيمس على المعنى ووضع كل كلمة في مجموعة من أساطير كيتشوا بالاستعانة بمتحدث أصلي للغة الكيتشوا وقد استطاع صياغة قواعد الخطاب التي تجاوزت هيكل الجملة البسيطة. بعد ذلك، طبق هذه العملية على الشيبيبون وهي لغة أخرى من شرق البيرو. درس النظرية في المعهد الصيفي للغويات في نورمان، أوكلاهوما في صيف عام 1956 و1957 ودخل جامعة ولاية بنسلفانيا ليدرس مع هاريس في السنة المرحلية. حاول نشر ورقة بحثية بعنوان هيكل نص الشيبيبو، لكنه تأخر حتى عام 1970 (لوريوت وهولينباخ 1970). في هذه الأثناء، درّس كل من كينيث لي بايك، وهو أستاذ في جامعة ميشيغان وآن آرببور النظرية في الجامعة، وعمل أحد طلابه، روبرت إي. لونغاكري، على تطويرها في كتاباته. طُورت منهجية هاريس في الكشف عن ارتباط الشكل مع المعنى في نظام للتحليل بمساعدة من الكومبيوتر، وذلك من خلال فريق بقيادة نيومي ساغر في جامعة نيويورك، والذي طُبق على العديد من مجالات اللغة الفرعية وكانت أبرز التطبيقات في المعلومات الطبية.[بحاجة لمصدر]

### في العلوم الإنسانية
بدأت مجموعة متنوعة من المناهج الأخرى للتخصصات المتعددة الجديدة تطوير العلوم الإنسانية والاجتماعية بالتزامن مع التخصصات الأخرى ذات الصلة، في أواخر الستينيات والسبعينيات من القرن العشرين، دون الإشارة إلى هذا العمل السابق. يشمل هذا علم العلامات وعلم اللغة النفسي واللسانيات الاجتماعية والتداوليات. تفضل العديد من هذه الأساليب، خاصة تلك التي تتأثر بالعلوم الاجتماعية، دراسة أكثر ديناميكية للتفاعل الشفوي من خلال الكلام. هناك «تحليل تحادثي» كمثال على ذلك، والذي تأثر بعالم الاجتماع هارلود غارفينكل مؤسس المنهج الإثني.

## التحليل
لغة: من حلّل العقدة: أي فكها وحلّل الشيء: أرجعه إلى عناصره الأولى. وحلَّلْت اليمين أحلِّلها تحليلا: أي لمْ أفعلْ إلاَّ بقَدْر ما حلَّلتُ به قَسَمي أنْ أفْعَلَهُ ولمْ أُبالغ، ثمَّ كثُر هذا في كلامهم حتَّى قيل لكل شيء لمْ يُبالغ فيه تحليلٌ.
اصطلاحا: هو بيان أجزاء الشيء ووظيفة كل جزء فيها ويقوم على الشرح والتفسير والتأويل والعمل على جعل النص واضحًا جليّاً. ومن هذا المنطلق يركز الناقد على اللغة والأسلوب والعلاقات المتبادلة بين الأجزاء والكل، لكي يصبح معنى النص ورمزيته واضحَين، من حيث يعتمد التلخيص لما فيها من تنظيم المعلومات بشكل منطقي، وقدرةً على فهم النص. لذا فإنّ قراءة النص على عَجَلٍ لا تعد تحليلا، فإذا وقف القارئ على النص وقفة سريعة وفهم فيها النص وأدرك مغزاه، وقرأ ما بين السُّطور، وكان على وعي بالدلالات الاجتماعية للألفاظ، وعرف عناصر الجمال والقبح فيه، دخل في منطقة النقد والتذوق الأدبي. أما عملية التحليل الفني فإنها تحتاج إلى جهد ووقت وخبرة وبحث وتنقير.

## الخطاب
الخطاب  هو مراجعة الكلام بين طرفين أو أكثر، بحيث يتم تبادل رسائل لغوية. وهو نفس المعنى الذي نجده عند التهانوي حين عرف الخطاب بأنه توجيه الكلام نحو الغير للإفهام، ونجده كذلك عند أبي البقاء الكفوي في «الكليات» حين يقول: ((الخطاب هو الكلام الذي يقصد به الإفهام، إفهام من هو أهل للفهم، والكلام الذي لا يقصد به إفهام المستمع، فإنه لا يسمى خطابا)).

## مناهج تحليل الخطاب
هناك مجموعة من المنهجيات في تحليل الخطاب تقترب من هذا المنهج أو ذاك، منها على سبيل التمثيل:
1 – التحليل البنيوي:
يمكننا تحليل النص تحليلا بنيويا، هذا المنهج الذي لا يبالي بغير النص نفسه، فالظروف والمؤثرات الخارجية، وحياة المؤلف أمور تهملها البنيوية الأدبية، محاولة بذلك الكشف عن أدبية.
2- التحليل السيميائي:
ويمكننا تحليله تحليلا سيميائيا، وقد "ارتبط ظهور هذا العلم بمنبعين أساسيين هما: العالم اللغوي السويسري "فردينا ن دي سوسير" الذي هو الأصل في تسمية العلم بالسيميولوجيا، والفيلسوف الأمريكي "تشارلز ساندرس بيرس" الذي هو الأصل في تسميته بالسيميوطيقا.
3- التحليل وفق المنهج الذي يركز على الانزياحات اللغوية:
الأسلوب: هو القالب الذي تصب فيه التراكيب التي تستمد قوتها، وتميزها من التزام المتكلم بالمعايير اللغوية، واعتماده على قدرته الخاصة باعتبار ملكة اللسان العربي.
وبما أن الأسلوب هو القالب، فلابد أن يكون لكل شخص قالبه المعد وفقا لقوانين اللغة، وبهذا تكون الأسلوبية علما يهتم بدراسة الخصائص التي تخرج الخطاب عن وظيفته الإخبارية الإبلاغية، إلى وظيفته التأثيرية والجمالية، فهي البحث في الوسائل اللغوية التي تجعل الخطاب الأدبي الفني مزدوج الوظيفة والغاية، يؤدي ما يؤديه الكلام عادة من وظيفة تواصلية...ويؤدي وظيفة جديدة يسلط - من خلالها- على المتقبل تأثيرا ضاغطا، ينفعل به للرسالة المبلغة انفعالا ما.
كائنات تحليل الخطاب – الخطاب، الكتابة، المحادثة، والتواصل الحدث، إلخ-تتحدد درجات متفاوتة من حيث تسلسل مترابط من الجمل، والمقترحات، وأفعال الكلام أو يتحول في الحديث. خلافا لكثير من الدراسات اللغوية التقليدية، محللي الخطاب ليس فقط دراسة استعمال اللغة 'تتجاوز حدود الجملة'، ولكن تفضل أيضا لتحليل استخدام اللغة 'طبيعيا'، ولم اخترع أمثلة. ويرتبط لسانيات النص . الفرق الأساسي بين لسانيات النص وتحليل الخطاب أن ذلك يهدف إلى الكشف عن الخصائص الاجتماعية والنفسية للشخص/الأشخاص بدلاً من بنية النص.
وقد تم تناول تحليل الخطاب في مجموعة متنوعة من التخصصات في العلوم الاجتماعية، بما في ذلك اللغويات، علم الاجتماع والأنثروبولوجيا، العمل الاجتماعي، علم النفس المعرفي، وعلم النفس الاجتماعي، العلاقات الدولية، الجغرافيا البشرية، دراسات الاتصالات، ودراسات الترجمة، كل منها يخضع للافتراضات الخاصة، وأبعاد التحليل، ومنهجيات.